# Live at Budokan (альбом Оззи Осборна)
Live at Budokan — концертный альбом Оззи Осборна, выпущен 25 июня 2002 года. Представляет собой набор состоящий из CD и DVD дисков. Был записан 15 февраля 2002 года, во время выступления на арене Ниппон Будокан (Токио, Япония). Альбом достиг 70 места в Billboard 200 и получил золотую сертификацию RIAA.
В США помимо основного издания (кат. номер EK 86751) было выпущено лимитированное издание (кат. номер EK86525) отличающееся дизайном и содержимым. Так, на обложке этого диска помимо замены чёрного цвета на красный содержится логотип, предупреждающий о присутствии в записи ненормативной лекски. CD-диск этого издания содержит QuickTime видео, с фрагментами концерта и включениями осмотра Осборном достопримечательностей Токио.
На DVD диске присутствует песня «Suicide Solution» и гитарное соло в исполнении Закка Уайлда, убранные из CD диска из за временных ограничений.

## Список композиций

### CD
1. «I Don’t Know» (Оззи Осборн, Рэнди Роадс, Боб Дейсли) — 5:51
2. «That I Never Had» (Осборн, Джо Холмс, Роберт Трухильо, Марти Фредерикшен) — 4:12
3. «Believer» (Осборн, Роадс, Дейсли, Ли Керслейк) — 4:56
4. «Junkie» (Осборн, Холмс, Трухильо, Фредерикшен) — 4:16
5. «Mr. Crowley» (Осборн, Роадс, Дейсли) — 6:44
6. «Gets Me Through» (Осборн, Тим Палмер) — 4:15
7. «No More Tears» (Осборн, Закк Уайлд, Майк Иенз, Рэнди Кастилло, Джон Пёрделл) — 7:13
8. «I Don’t Want to Change the World» (Осборн, Уайлд, Кастилло, Лемми) — 4:14
9. «Road to Nowhere» (Осборн, Уайлд, Кастилло) — 5:52
10. «Crazy Train» (Осборн, Роадс, Дейсли) — 5:56
11. «Mama, I’m Coming Home» (Осборн, Уайлд, Лемми) — 4:37
12. «Bark at the Moon» (Осборн) — 4:29
13. «Paranoid» (Осборн, Тони Айомми, Гизер Батлер, Билл Уорд) — 3:49

### DVD
1. «I Don’t Know»
2. «That I Never Had»
3. «Believer»
4. «Junkie»
5. «Mr. Crowley»
6. «Gets Me Through»
7. «Suicide Solution»
8. «No More Tears»
9. «I Don’t Want to Change the World»
10. «Road to Nowhere»
11. «Crazy Train»
12. «Mama, I’m Coming Home»
13. «Bark at the Moon»*
14. «Paranoid»*

## Участники записи
- Оззи Осборн — вокал
- Закк Уайлд — гитара
- Роберт Трухильо — бас-гитара
- Майк Бордин — ударные
- Джон Синклер — клавишные